# Blackout (album)
Blackout – trzeci album studyjny amerykańskiego zespołu (hed) P.E.

## Lista utworów
1. „Suck It Up” – 3:57
2. „Bury Me” – 3:06
3. „Dangerous” – 3:24
4. „Blackout” – 3:53
5. „Get Away” – 3:19
6. „Crazy Life” – 3:44
7. „Half The Man” – 4:43
8. „The Only One” – 3:34
9. „Other Side” – 3:37
10. „Flesh And Bone” – 3:49
11. „Octopussy” – 0:45
12. „Carnivale” – 4:00
13. „Fallen” – 4:02
14. „Revelations” – 3:51
15. „Dracula (Bonus)

## Twórcy
- Jahred Gomes / M.C.U.D (Paolo Sergio Gomes) – śpiew
- Sonny (Sonny Mayo) – gitara
- Wesstyle (Wes Geer) – gitara
- Mawk (Mark Young) – gitara basowa
- B.C. (Ben Vaught) – perkusja